# Monte Mondolé
Monte Mondolé – szczyt w Alpach Liguryjskich. Leży we Włoszech w regionie Piemont. Szczyt można zdobyć ze schroniska Rifugio la Balma.